# 中中と華華
中中（2017年11月27日 - ）と華華（2017年12月5日 - ）は、2匹のカニクイザル(Macaca fascicularis)であり、世界で初めて体細胞核移植(SCNT)により産み出された霊長類のクローンである。この技術は、1996年に羊のドリーを産み出したのと同じ技術である。それまでのサルのクローン化の試みとは異なり、使用した核は、胚細胞ではなく胎児細胞からのものであった。2匹は、中国・上海にある中国科学院神経科学研究所において、それぞれ別の代理母から産まれた。

## 背景
1996年に体細胞核移植(SCNT)技術を用いて初のクローン哺乳類であるヒツジのドリーが誕生して以来、それまでにウシ、ネコ、イヌ、ウマ、ラットなど23種の哺乳類のクローンが成功していた。しかしまだ、霊長類にこの技術を用いても成功したことはなく、いずれも妊娠から80日目までに失敗していた。胚を成長しやすくするために核を適切にリプログラミングする技術が主な課題だった。1999年10月、オレゴン国立霊長類研究センターのジェラルド・シャッテンの研究チームが、初のクローン霊長類となる雌のアカゲザルのテトラを誕生させたが、これには胚分割という別の技術が使われていた。これは人工的に双子を作り出しているようなものであり、中中と華華に使用された核移植と比べると容易な技術である。
2019年1月、同じ研究チームは、新薬開発などでの動物実験を目的に、ゲノム編集技術CRISPR-Cas9を用いて同一の遺伝子を持つ5匹のサルを誕生させたと報告した。2018年には、賀建奎が同じ技術をヒトに対して適用し、世界初のデザイナーベビーとなる露露と娜娜を誕生させたと発表し、問題となった（賀建奎事件）。

## プロセス
中中と華華は、上海の中国科学院神経科学研究所の孫強と蒲慕明の研究チームによって作成された。研究チームは、カニクイザルの胎児の線維芽細胞から核を抽出し、それ自身の核を除去した卵細胞に挿入した。研究チームは、移植された核が持っている「体細胞である」というエピジェネティクスな記憶を消去するために、2つの酵素を使用した。このリプログラミングの過程により、それまでの体細胞クローン霊長類の誕生を妨げていた主な障害が克服された。この技術によりクローン卵細胞を21個作成して代理母に着床させた。そのうち妊娠したのは6匹であり、生きた個体を出産したのは2匹だった。2匹のサルには、「中華」の字を分けて「中中」「華華」と名付けられた。成功率はまだ低かったが、その後も成功率を高めるために方法を改良するとしている。1996年に羊のドリーを誕生させたスコットランドのチームは、277回の試行で1匹しか生み出せなかった。
この研究チームは、マカク属の成体から摘出した核を使ってクローンを作ることも試みたが、これははるかに困難であった。42個のクローン卵細胞を作成し、22匹の代理母が妊娠したが、出産まで成長したのは2匹のみであり、それらも生後すぐに死亡した。

## 影響
蒲慕明によれば、この実験の主な意義は、動物実験に使用するための遺伝的に同一のサルを作り出すことができるということである。カニクイザルはすでに動脈硬化の研究のためのモデル生物として確立されているが、蒲慕明は2018年1月にNPRのニュース番組"All Things Considered"に出演した際、パーキンソン病やアルツハイマー病といった病名を挙げ、神経科学の実験に使用するということを強調した。
クローン霊長類の誕生を受けて、生命倫理学者から懸念の声が上がった。ケース・ウェスタン・リザーブ大学のインスー・ヒョンは、次はヒトのクローンが作られるのではないかと疑問視した。蒲慕明は"All Things Considered"において、「技術的に言えばヒトのクローンを作ることは可能です。しかし、我々はそれを行うつもりはありません」と語った。